# Eleição municipal de Marabá em 2020
A eleição municipal da cidade brasileira de Marabá ocorreu em 15 de novembro (primeiro turno). O processo eleitoral de 2020 está marcado pela sucessão para o cargo ocupado pelo atual prefeito Tião Miranda, do Partido Social Democrático (PSD), que está apto para concorrer a uma possível reeleição.
Originalmente, as eleições ocorreriam em 4 de outubro (primeiro turno) e 25 de outubro (segundo turno) (para cidades acima de 200 mil habitantes), porém, com o agravamento da pandemia do novo coronavírus (SARS-CoV-2), causador da Covid-19, as datas foram modificadas com a promulgação da Emenda Constitucional nº 107/2020.

## Contexto político e pandemia
As eleições municipais de 2020 estão sendo marcadas, antes mesmo de iniciada a campanha oficial, pela pandemia do coronavírus SARS-CoV-2 (causador da COVID-19), o que está fazendo com que os partidos remodelem suas metodologias de pré-campanha. O Tribunal Superior Eleitoral (TSE) autorizou os partidos a realizarem as convenções para escolha de candidatos aos escrutínios por meio de plataformas digitais de transmissão, para evitar aglomerações que possam proliferar o vírus. Alguns partidos recorreram a mídias digitais para lançar suas pré-candidaturas, como ocorreu com o PSOL, que lançou a pré-candidatura do deputado federal Edmilson Rodrigues à prefeitura durante uma transmissão ao vivo através da plataforma YouTube, em 28 de junho.
Além disso, a partir deste pleito, será colocada em prática a Emenda Constitucional 97/2017, que proíbe a celebração de coligações partidárias para as eleições legislativas, o que pode gerar um inchaço de candidatos ao legislativo. Conforme reportagem publicada pelo jornal Brasil de Fato em 11 de fevereiro de 2020, o país poderá ultrapassar a marca de 1 milhão de candidatos a prefeito, vice-prefeito e vereador neste escrutínio, o que não seria necessariamente bom, na opinião do professor Carlos Machado, da UnB (Universidade de Brasília): “Temos o hábito de criticar de forma intensa a coligação partidária, sem parar para refletir sobre os elementos positivos dela. O número de candidatos que um partido pode apresentar numa eleição, varia se ele estiver dentro de uma coligação, porque quando os partidos participam de uma coligação, eles são considerados como um único partido", afirmou Machado na reportagem.

## Resultados

### Prefeitura
| Candidato(a)           | Candidato(a)            | Vice                     | 1º turno 15 de novembro de 2020 | 1º turno 15 de novembro de 2020 |
| Candidato(a)           | Candidato(a)            | Vice                     | Total                           | Porcentagem                     |
| ---------------------- | ----------------------- | ------------------------ | ------------------------------- | ------------------------------- |
|                        | Tião Miranda (PSD)      | Luciano Dias (Cidadania) | 96.193                          | 74,07%                          |
|                        | Doutor Veloso (PSL)     | Claudinha (MDB)          | 16.500                          | 12,70%                          |
|                        | Toni Cunha (PTB)        | Haroldo Gaia (PTB)       | 8.817                           | 6,79%                           |
|                        | Irismar (PL)            | Moisés Moura (PL)        | 6.806                           | 5,24%                           |
|                        | Professor Higler (PSOL) | Kedylen Soares (PSOL)    | 1.558                           | 1,20%                           |
| Total de votos válidos | Total de votos válidos  | Total de votos válidos   | 129.874                         | 100%                            |
| → Votos em branco      | → Votos em branco       | → Votos em branco        | 1.978                           | 1,45%                           |
| → Votos nulos          | → Votos nulos           | → Votos nulos            | 4.925                           | 3,60%                           |
| Total de votos         | Total de votos          | Total de votos           | 136.777                         | 76,11%                          |
| Abstenções             | Abstenções              | Abstenções               | 42.937                          | 23,89%                          |
| Total de inscritos     | Total de inscritos      | Total de inscritos       | 179.714                         | 100%                            |

### Vereadores
| N°    | Nome                     | Partido       | Votos |
| ----- | ------------------------ | ------------- | ----- |
| 45045 | Márcio do São Felix      | PSDB          | 2.814 |
| 77123 | Aerton Grande            | SOLIDARIEDADE | 2.744 |
| 15123 | Dra. Cristina Mutran     | MDB           | 2.740 |
| 55111 | Tiago Koch               | PSD           | 2.607 |
| 25000 | Pedrinho Corrêa          | DEM           | 2.427 |
| 55144 | Beto Miranda             | PSD           | 2.229 |
| 12234 | Miguelito                | PDT           | 2.171 |
| 20120 | Fernando Henrique        | PSC           | 2.140 |
| 14147 | Elza Miranda             | PTB           | 2.030 |
| 15100 | Coronel Araújo           | MDB           | 1.882 |
| 10190 | Cabo Rodrigo             | REPUBLICANOS  | 1.865 |
| 12111 | Alécio da Palmiteira     | PDT           | 1.854 |
| 77233 | Ronaldo do Trinta e Três | SOLIDARIEDADE | 1.674 |
| 77322 | Frank do Jardim União    | SOLIDARIEDADE | 1.665 |
| 15555 | Ilker Moraes             | MDB           | 1.571 |
| 14555 | Pastor Ronisteu          | PTB           | 1.519 |
| 13123 | Marcelo Alves            | PT            | 1.454 |
| 23543 | Vanda Américo            | CIDADANIA     | 1.377 |
| 10123 | Eloi Ribeiro             | REPUBLICANOS  | 1.341 |
| 22111 | Raimundinho do Comércio  | PL            | 1.191 |
| 17123 | Dato do Ônibus           | PSL           | 763   |